# Bibelgesellschaft

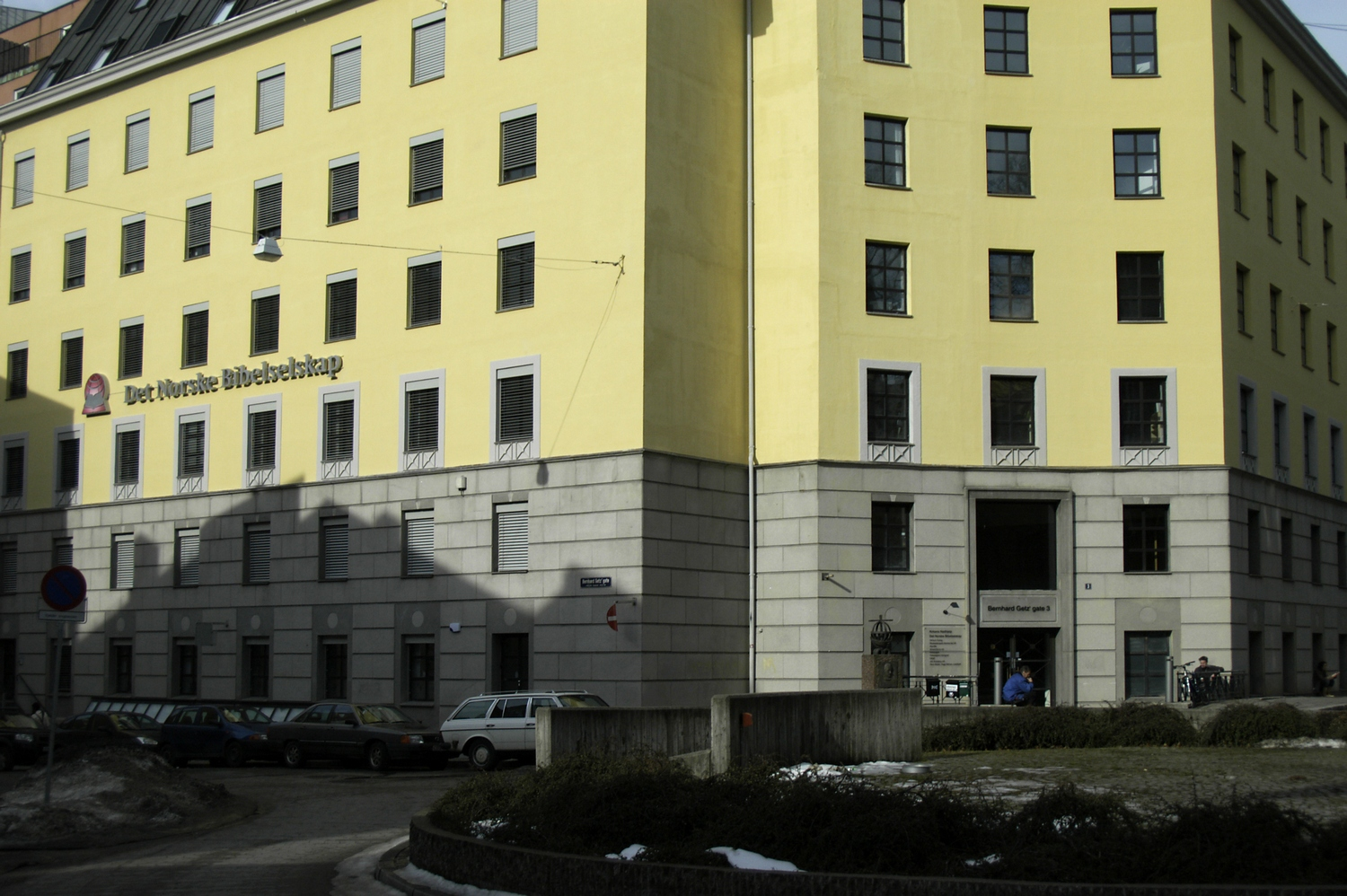
Die Norwegische Bibelgesellschaft, Bernhard Getz’ gate 3, Oslo

Eine Bibelgesellschaft ist eine gemeinnützige Organisation, Stiftung mit dem Zweck der massenhaften Herstellung der Bibel oder biblischer Schriften zur kostenlosen oder kostengünstigen Verbreitung. Viele Bibelgesellschaften fördern auch die Übersetzung der Bibel in Sprachen, in denen das „Buch der Bücher“ bisher noch nicht oder noch nicht vollständig zur Verfügung steht oder überarbeiten existierende Fassungen aufgrund der Änderungen im Sprachgebrauch.
Während die evangelischen und überkonfessionellen Bibel-Organisationen meist den Begriff „Bibelgesellschaft“ pflegen, ist Bibelwerk die Bezeichnung für katholische Bibel-Organisationen. Sie wurden als Bewegung von Laien und Theologen in den deutschsprachigen Ländern gegründet. Sie haben derzeit etwa 50.000 Mitglieder, sind auch mit Instituten der Bibelforschung verbunden und geben regelmäßige Publikationen oder Zeitschriften heraus.
Die Bibelwerke bilden „eine Gemeinschaft von Christen, die aus dem Wort Gottes leben und es in der Kirche lebendig halten wollen.“ Ihr Ziel ist es, „die Verbreitung der Heiligen Schrift zu fördern und den Menschen Zugänge zur Bibel, dem ‚Buch des Lebens‘, zu eröffnen“.

## Geschichte
Die evangelischen Bibelgesellschaften entstanden in der Tradition des Pietismus und der Erweckungsbewegung. Ihre Wurzeln finden sich in England in der 1698 gegründeten Society for Promoting Christian Knowledge sowie der Londoner religiösen Traktatgesellschaft 1799.
In Deutschland gründete Carl Hildebrand Freiherr von Canstein die erste Bibelanstalt der Welt in Halle/Saale mit der Herausgabe des NT 1712 und der gesamten Bibel 1713, die seit 1775 unter dem Namen Cansteinsche Bibelanstalt firmiert. Seine revolutionäre Maßnahme: die Bleilettern für den Druck der Bibel werden nicht mehr auseinandergenommen, sondern bleiben als Stehsatz zusammen. Das erforderte zunächst eine große Investition in Lettern für die komplette Bibel, ermöglichte dann aber eine schnelle und billige Produktion.
1804 wurde die British and Foreign Bible Society gegründet, der Vorläufer vieler weiterer Bibelgesellschaften, unter anderen der Württembergischen Bibelgesellschaft, die 1812 als Privilegierte Württembergische Bibelanstalt gegründet wurde und die älteste noch existierende Bibelgesellschaft in Deutschland ist.
1809 wurde die International Bible Society in New York gegründet, mit dem Ziel, allen Einwanderern eine Bibel in ihrer Muttersprache mit auf den Weg in ihrer neuen Heimat zu geben.
Traditionell umfassen die Ausgaben der Bibelgesellschaften den evangelischen Schriftkanon ohne Anmerkungen und Kommentare. Inzwischen hat man diesen Grundsatz gelockert, so dass die Ausgaben mit Anmerkungen zu alternativen Übersetzungsmöglichkeiten bzw. mit Hinweisen zu anderen Manuskripten versehen sind.
1824 bis 1826 führte der Abdruck der Apokryphen durch bestimmte englische Bibelgesellschaften zu ernsthaften, als Apokryphenstreit bekannt gewordenen Auseinandersetzungen.
Nach dem reformatorischen Prinzip sola scriptura sehen viele in dieser Form der frei verteilten Bibel eine wirksame Methode der Evangelisation. Dies macht die Bibelgesellschaften attraktiv für gemeinsame Aktivitäten mit Evangelischen unterschiedlicher Konfession.
Nach katholischem Verständnis kann die Bibel nur mit Hilfe der Tradition und der Kirchenlehre verbindlich interpretiert werden. Diese Form der Evangelisation würde intensiveren persönlichen Kontakt erforderlich machen, der sich in einer schlichten Bibelverteilung nicht erschöpfen könne. Die freie Bibelverteilung könne darüber hinaus zu ihrer Profanierung führen. Bis zur Entstehung ökumenischer Bibelübersetzungen durch gemeinsame Kommissionen katholischer und evangelischer Übersetzer in den letzten Jahrzehnten, verdächtigten die Katholiken die evangelischen Bibelübersetzungen der Verfälschung und Nichtübereinstimmung mit den kirchlich approbierten Übersetzungen katholischer Gelehrter. Diese Gründe veranlassten Papst Leo XII. zur Verdammung der Tätigkeit der evangelischen Bibelgesellschaften in der Enzyklika Ubi primum (1824). Dieser Meinung schloss sich auch Gregor XVI. in seiner Enzyklika Inter praecipuas (1844) an. Papst Pius IX. wiederholte dieses Urteil in der Enzyklika Qui pluribus (1846) und erweiterte es auf deren Vorläufer. Ab 1902 begannen mit der Frommen Gesellschaft des hl. Hieronymus zur Verbreitung der hl. Evangelien erneut katholisch begründete Bibelgesellschaften tätig zu werden. Die Societa di San Geronimo verlegte als katholische Bibelgesellschaft italienische katholische Evangelienübersetzungen.
Das bekannteste katholische Institut, welches infolge der Bibelbewegung entstand, ist das Katholische Bibelwerk in Stuttgart.
Im Zuge der Entwicklung ökumenischer Übersetzungsprojekte wächst die Zusammenarbeit zwischen Katholiken und Evangelischen hinsichtlich der Bibelgesellschaften. Einige Bibelgesellschaften führen anerkannte katholische Übersetzungen (mit dem katholischen Kanon) in ihrem Verlagsprogramm. Ebenso führen katholische Bibelwerke bestimmte evangelische Ausgaben in ihrem Programm.
Der Weltbund der Bibelgesellschaften (United Bible Societies) ist der Dachverband der nationalen überkonfessionellen Bibelgesellschaften in über 140 Ländern weltweit. Die katholische Kirche hat ihr eigenes Bibelwerk. Die Internationale Bibelgesellschaft ist ein Missionswerk, das diesem Bund ebenfalls nicht angeschlossen ist.
Die 28 evangelischen regionalen Bibelgesellschaften in Deutschland haben seit 1980 mit der Deutschen Bibelgesellschaft, einer kirchlichen Stiftung des öffentlichen Rechts, einen eigenen Dachverband.

## Bekannte Bibelgesellschaften
Historische Bibelgesellschaften (Arbeit eingestellt bzw. neu geordnet):
- Cansteinsche Bibelanstalt, Halle/Saale (1710–1938)
- Evangelische Haupt-Bibelgesellschaft, Berlin (1953–2004)
- Hamburg-Altonaische Bibelgesellschaft, Hamburg (1814–2003)
- Lauenburg-Ratzeburgische Bibelgesellschaft, Ratzeburg (1816–2016)
- Nordelbische Bibelgesellschaften, Schleswig (1980–2012)
- Preußische Haupt-Bibelgesellschaft, Berlin (1805/1814–1945)

Aktive Bibelgesellschaften im deutschsprachigen Raum:
- Deutsche Bibelgesellschaft, Stuttgart
- Genfer Bibelgesellschaft, Romanel-sur-Lausanne
- Katholisches Bibelwerk, Stuttgart
- Österreichische Bibelgesellschaft, Wien
- Österreichisches Katholisches Bibelwerk
- Schweizerische Bibelgesellschaft, Biel
- Schweizerisches Katholisches Bibelwerk[3]

Regionale Bibelgesellschaften der Deutschen Bibelgesellschaft:
- Siehe dazu: Liste

Internationale Bibelgesellschaften (Mitglieder der United Bible Societies):
- American Bible Society (1816)
- British and Foreign Bible Society (1804)
- Norwegische Bibelgesellschaft (Bibel 2011)
- Palästinensische Bibelgesellschaft (1993)

Weitere Organisationen:
- Bibellesebund (1867)
- Gideonbund (1899)
- International Bible Society (1809), Schorndorf, Colorado Springs
- Ökumenische Arbeitsgemeinschaft für Bibellesen (1970)
- Society for Promoting Christian Knowledge (1698)
- Trinitarian Bible Society (1831)[4]
- Watchtower Bible and Tract Society (1896)
- Wycliff (1934)